# Transit (film, 2008)
Pour les articles homonymes, voir Transit.
Pour plus de détails, voir Fiche technique et Distribution.
Transit  est un film québécois réalisé par Christian de la Cortina en 2008.

## Fiche technique
- Titre original : Transit
- Titre(s) français alternatif(s) : Car Jacking
- Réalisation : Christian de la Cortina
- Scénario : Frank Baylis, Hervé Desbois, Christian de la Cortina
- Direction artistique : Patricia Rioux, Gabrielle Verville
- Photographie : Jean-Philippe Bernier
- Montage : Christian de la Cortina
- Musique : Pascalin Charbonneau
- Production : Christian de la Cortina
- Société(s) de production : The Walk of Fame Entertainment
- Société(s) de distribution : Seville Pictures (Canada), Elephant Films (France)
- Pays de production :  Canada
- Langue originale : français
- Format : couleur — 2.35,1
- Genre : Drame
- Durée : 100 minutes
- Dates de sortie :
  - États-Unis : 2 mai 2008
  - Canada : 18 juin 2008
  - France : 2009

## Distribution
- Christian de la Cortina : Santiago
- Luc Morissette : Jean-Pierre
- Julie du Page : Julie
- Deano Clavet : Ricardo
- Jose de la Cortina : Don Pepe
- Sylvain Beauchamp : Macaque
- Emmanuel Auger : Legris
- Danièle Panneton : Gloria
- Paul Dion : André
- Adam Kosh : Junkie
- Frank Baylis : Frank
- Hugo St-Cyr : Boucher
- Peter Miller : père de Santiago
- Jose de la Cortina Jr. : Pedro
- Kim Williams : Kassandra
- Hervé Desbois : docteur
- Babu : voleur
- Alan Duggan : copilote
- Pat Lemaire : garde du corps